# Glenea bougainvillei
Glenea bougainvillei là một loài bọ cánh cứng trong họ Cerambycidae.